# Заслав (концентрационный лагерь)

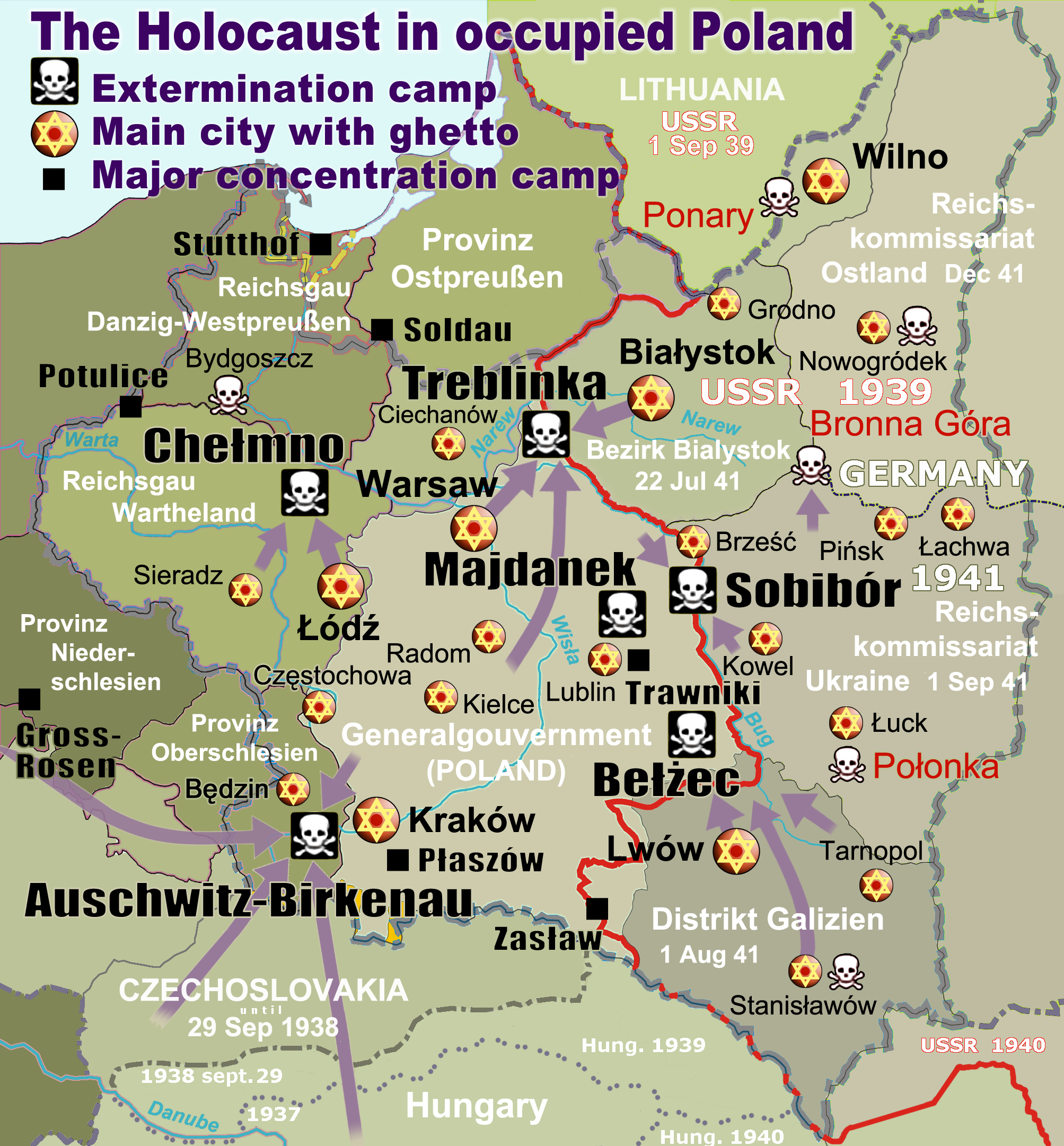

Заслав (нем. Zwangsarbeitslager Zaslaw, пол. Obóz koncentracyjny Zasław) — концентрационный лагерь, находившийся в селе Заслав (сегодня — часть города Загуж, Подкарпатское воеводство), основанный нацистами вскоре после германского вторжения в Польшу и учреждения генерал-губернаторства для уничтожения евреев, проживавших в окрестностях города Санока и Леско. Концентрационный лагерь существовал с 1939 по 1943 год около села Заслав, от которого произошло его название. Лагерь располагался около железнодорожной линии Санок-Загуж-Устшики-Дольне.

## История
Строительство лагеря началось осенью 1939 года. Первоначально он использовался в качестве трудового лагеря, который работал для нужд Вермахта и в нём были помещены евреи из Загужа. С 24 июня 1941 года в нём стали размещать евреев, проживавших в Устшики-Дольнем, Леско и современном санокском повяте. Через лагерь прошло около 15 тысяч человек, из них около 10 тысяч были расстреляны в лесу под названием «Малинки» и на горе «Грушка». Остальные 5 тысяч человек были переправлены в концентрационный лагерь Белжец.
Заключённые проживали в построенных казармах и в бывших промышленных зданиях. Из-за нехватки помещений многие проживали под открытым небом.
В лагере производилась верхняя одежда для солдат Вермахта. Заключённые также работали на строительстве и ремонте дорог за пределами лагеря.
В 1943 году нацисты уничтожили останки расстрелянных во время акции Sonderaktion 1005.

## Администрация
Концентрационный лагерь Заслав подчинялся управлению Гестапо в Саноке. Комендантом с самого начала существования лагеря до 1943 года был Йоган Фогт, с 1943 года — Альфред Миллер. Заместителем коменданта был Отто Крацманн. Лагерь охраняла  полиция  под командованием Тихонки. Внутри лагеря действовал Юденрат и Еврейская полиция.

## Память
- На месте расстрела находится братская могила погибших, представляющая собой небольшой курган с обелиском и мемориальной таблицей.